# Belgische kampioenschappen veldrijden 2019
De Belgische kampioenschappen veldrijden 2019 werden gehouden in het weekend van 12 en 13 januari 2019 in Kruibeke.

## Uitslagen

### Mannen elite
| pos.   | renner                 | tijd     |
| ------ | ---------------------- | -------- |
| Goud   | Toon Aerts             | 1u08'54" |
| Zilver | Wout van Aert          | + 57"    |
| Brons  | Michael Vanthourenhout | + 2'45"  |
| 4.     | Eli Iserbyt            | + 3'50"  |
| 5.     | Thijs Aerts            | + 4'07"  |
| 6.     | Jens Adams             | + 4'11"  |
| 7.     | Gianni Vermeersch      | + 4'32"  |
| 8.     | Kevin Pauwels          | + 4'38"  |
| 9.     | Wietse Bosmans         | + 5'00"  |
| 10.    | Nicolas Cleppe         | + 5'06"  |

### Mannen elite zonder contract
| pos.   | renner                  | tijd     |
| ------ | ----------------------- | -------- |
| Goud   | Vincent Baestaens       | 1u17'31" |
| Zilver | Kenneth Van Compernolle | + 29"    |
| Brons  | Ingmar Uytdewilligen    | + 1'07"  |
| 4.     | Mathieu Willemyns       | + 2'38"  |
| 5.     | Berne Vankeirsbilck     | + 4'10"  |

### Vrouwen
| pos.   | renner              | tijd    |
| ------ | ------------------- | ------- |
| Goud   | Sanne Cant          | 52'10"  |
| Zilver | Loes Sels           | + 17"   |
| Brons  | Laura Verdonschot   | + 1'57" |
| 4.     | Ellen Van Loy       | + 3'43" |
| 5.     | Joyce Vanderbeken   | + 4'20" |
| 6.     | Karen Verhestraeten | + 4'25" |
| 7.     | Axelle Bellaert     | + 5'07" |
| 8.     | Marthe Truyen       | + 5'48" |
| 9.     | Jinse Peeters       | + 6'12" |
| 10.    | Kim Van de Putte    | + 7'45" |

### Mannen U23
| pos.   | renner           | tijd     |
| ------ | ---------------- | -------- |
| Goud   | Timo Kielich     | 1u00'33" |
| Zilver | Lander Loockx    | + 1'23"  |
| Brons  | Niels Vandeputte | + 1'37"  |
| 4.     | Mathijs Wuyts    | + 1'47"  |
| 5.     | Anton Ferdinande | + 1'55"  |
| 6.     | Maxim Dewulf     | + 2'07"  |
| 7.     | Seppe Rombouts   | + 2'18"  |
| 8.     | Jarno Liessens   | + 2'23"  |
| 9.     | Jelle Camps      | + 2'36"  |
| 10.    | Niels Derveaux   | + 2'43"  |

### Vrouwen U23
| pos.   | renner          | tijd    |
| ------ | --------------- | ------- |
| Goud   | Axelle Bellaert | 57'17"  |
| Zilver | Marthe Truyen   | + 41"   |
| Brons  | Jinse Peeters   | + 1'02" |
| 4.     | Laure Michels   | + 9'11" |
| 5.     | Lise Van Wunsel | + 9'34" |

### Mannen junioren
| pos.   | renner               | tijd    |
| ------ | -------------------- | ------- |
| Goud   | Ryan Cortjens        | 43'34"  |
| Zilver | Witse Meeussen       | + 46"   |
| Brons  | Thibau Nys           | + 1'01" |
| 4.     | Ward Huybs           | + 1'06" |
| 5.     | Lennert Belmans      | + 1'19" |
| 6.     | Joran Wyseure        | + 1'41" |
| 7.     | Jelle Vermoote       | + 2'02" |
| 8.     | Arne Baers           | + 2'17" |
| 9.     | Joachim Van Looveren | + 2'29" |
| 10.    | Michael Bervoets     | + 2'45" |

### Vrouwen junioren
| pos.   | renner           | tijd     |
| ------ | ---------------- | -------- |
| Goud   | Julie De Wilde   | 45'50"   |
| Zilver | Tessa Zwaenepoel | + 36"    |
| Brons  | Kiona Crabbé     | + 56"    |
| 4.     | Julie Brouwers   | + 3'41"  |
| 5.     | Lina Beirinckx   | + 10'01" |

### Jongens Nieuwelingen (2e jaar)
| pos.   | renner              | tijd    |
| ------ | ------------------- | ------- |
| Goud   | Jente Michels       | 37'12"  |
| Zilver | Mauro Delmé         | + 1'07" |
| Brons  | Mathis Avondts      | + 2'09" |
| 4.     | Brent Blommen       | + 2'32" |
| 5.     | Renzo Geurs         | + 2'36" |
| 6.     | Lars Van Den Broeck | + 3'31" |
| 7.     | Lukas Vanderlinden  | + 3'34" |
| 8.     | Thibau Dhooge       | + 3'42" |
| 9.     | Yannick Wuyts       | + 4'06" |
| 10.    | Milan Kuypers       | + 4'38" |

### Jongens Nieuwelingen (1e jaar)
| pos.   | renner              | tijd    |
| ------ | ------------------- | ------- |
| Goud   | Aaron Dockx         | 35'23"  |
| Zilver | Niels Ceulemans     | + 13"   |
| Brons  | Kenay De Moyer      | + 42"   |
| 4.     | Kay De Bruyckere    | + 1'03" |
| 5.     | Iben Rommelaere     | + 1'03" |
| 6.     | Jarne Ceulemans     | + 2'18" |
| 7.     | Brent Baert         | + 2'49" |
| 8.     | Jordi Van De Sompel | + 3'05" |
| 9.     | Robbe Dhondt        | + 3'53" |
| 10.    | Joppe Erpels        | + 4'00" |

### Meisjes Nieuwelingen
| pos.   | renner                | tijd    |
| ------ | --------------------- | ------- |
| Goud   | Sterre Vervloet       | 46'40"  |
| Zilver | Kiona Dhont           | + 35"   |
| Brons  | Chloë Van den Eede    | + 1'25" |
| 4.     | Febe De Smedt         | + 1'45" |
| 5.     | Hanne Gevers          | + 2'29" |
| 6.     | Lies'l Schevenels     | + 3'32" |
| 7.     | Lotte Baele           | + 3'57" |
| 8.     | Mirthe Van Den Brande | + 4'05" |
| 9.     | Juline Delcommune     | + 5'02" |
| 10.    | Julie Roelandts       | + 5'02" |

Kampioenschappen:  Wereldkampioenschappen ·
 Europese kampioenschappen ·
 Belgische kampioenschappen ·
 Nederlandse kampioenschappen
Klassementen:  Wereldbeker ·
 Superprestige ·
 DVV Verzekeringen/IJsboerke Trofee ·
 EKZ CrossTour ·
 TOI TOI Cup ·
 Coupe de France ·
 New England Series ·
 Copa de España
Overig:  Brico Cross ·
 Soudal Classics
Geen UCI-cat.:  Giro d'Italia Ciclocross
1910 · 
1911 · 
1912 · 
1913 · 
1914 · 
1915-1920 · 
1921 · 
1922 · 
1923 · 
1924 · 
1925 · 
1926 · 
1927 · 
1928 · 
1929 · 
1930 · 
1931 · 
1932 · 
1933 · 
1934 · 
1935 · 
1936 · 
1937 · 
1938 · 
1939 · 
1940 · 
1941 · 
1942 · 
1943 · 
1944 · 
1945 · 
1946 · 
1947 · 
1948 · 
1949 · 
1950 · 
1951 · 
1952 · 
1953 · 
1954 · 
1955 · 
1956 · 
1957 · 
1958 · 
1959 · 
1960 · 
1961 · 
1962 · 
1963 · 
1964 · 
1965 · 
1966 · 
1967 · 
1968 · 
1969 · 
1970 · 
1971 · 
1972 · 
1973 · 
1974 · 
1975 · 
1976 · 
1977 · 
1978 · 
1979 · 
1980 · 
1981 · 
1982 · 
1983 · 
1984 · 
1985 · 
1986 · 
1987 · 
1988 · 
1989 · 
1990 ·
1991 ·
1992 ·
1993 ·
1994 ·
1995 ·
1996 ·
1997 ·
1998 ·
1999 ·
2000 · 
2001 · 
2002 · 
2003 · 
2004 · 
2005 · 
2006 · 
2007 · 
2008 · 
2009 ·
2010 ·
2011 ·
2012 ·
2013 ·
2014 ·
2015 ·
2016 ·
2017 ·
2018 ·
2019 ·
2020 ·
2021 ·
2022 ·
2023 · 2024 · 2025